# Karl Gottlieb Hildebrandt

Karl Gottlieb Hildebrandt (vor 1914)

Karl Gottlieb Hildebrandt (* 31. März 1858 in Höngeda bei Mühlhausen in Thüringen; † 27. Mai 1925 in Braunschweig) war ein deutscher Physiker und Schuldirektor.

## Leben und Werk
Karl Hildebrandt war der Sohn eines Mühlenbesitzers. Er besuchte von 1869 bis 1875 die höhere Bürgerschule zu Mühlhausen und von 1875 bis 1877 die Realschule 1. Ordnung, den Vorläufer des Realgymnasiums, in Erfurt und studierte anschließend vier Semester an der Universität Leipzig und drei Semester an der Universität Göttingen Mathematik, Physik und Naturwissenschaften. Er bestand 1881 in Göttingen die Prüfung pro facultate docendi und promovierte im Mai 1881 mit einer Dissertation über stationäre elektrische Ströme zum Dr. phil.
Danach wurde er wissenschaftlicher Hilfslehrer am Realgymnasium in Gandersheim. Ab 1882 leistete er in Berlin seinen Wehrdienst ab, wurde aber im Dezember des gleichen Jahres vorzeitig entlassen. Im März 1883 bestand er ein Examen als akademischer Zeichenlehrer und trat eine Stelle am Realgymnasium in Braunschweig an.  Dort legte er im Februar 1884 die Prüfung für Französisch und Englisch für mittlere Klassen ab. 1901 wurde er zum Gymnasialprofessor ernannt, und am 1. August 1909 zum Direktor des Realgymnasiums berufen.

Kollegium des Reform-Realgymnasiums vor dem Ersten Weltkrieg (vorne Mitte Direktor Karl Hildebrandt)

Hildebrandt war Anhänger der Reformschulbewegung nach dem Frankfurter Modell, das den Übergang zwischen Realgymnasien und nicht abiturfähigen Realschulen bis zum 13. Lebensjahr offen ließ. Dazu durfte der Lateinunterricht erst in der Untertertia einsetzen. Hildebrandt setzte ab 1912 die Umwandlung der Schule zu einem Reform-Realgymnasium durch (mit Französisch als erster Fremdsprache, Latein als zweiter Fremdsprache und Englisch als dritter Fremdsprache), die 1916/17 abgeschlossen wurde. Im November 1917 wurde er zum Geheimen Schulrat ernannt und gehörte vom September 1919 bis Oktober 1920 der Oberschulkommission an.
Im Anschluss führte er an seiner Schule 1921 die Gabelung der Oberstufe in einen sprachlichen und naturwissenschaftlichen Zweig ein. Ostern 1923 trat er in den Ruhestand. Er starb drei Jahre später an einem alten Herzleiden.
Hildebrandt wurde rückblickend als „eine Persönlichkeit mit klarem und weitem Blick, vornehmer Gesinnung und hohem Pflichtgefühl“ gewürdigt.

## Auszeichnungen
- 1901: Ernennung zum Gymnasialprofessor[1]
- 1915: Verleihung des braunschweigischen Orden Heinrichs des Löwen in der Stufe Ritter I. Klasse[9]